# Epipsylla ruiliana
Epipsylla ruiliana är en insektsart som beskrevs av Yang och Li 1984. Epipsylla ruiliana ingår i släktet Epipsylla och familjen rundbladloppor. Inga underarter finns listade i Catalogue of Life.